# Suimanga de Socotra
El suimanga de Socotra (Chalcomitra balfouri) és una espècie d'ocell de la família dels nectarínids (Nectariniidae) endèmic de l'illa de Socotra.

## Hàbitat i distribució
Viu als boscos, incloent els deteriorats, de l'illa de Socotra.